# Abell S1063
Abell S1063 est un amas de galaxies situé dans la constellation de la Grue. Sa vitesse par rapport au fond diffus cosmologique est de 104 098 ± 16 km/s, ce qui correspond à une distance de Hubble de 1 535,4 ± 107,5 Mpc (∼5,01 milliards d'al). 
Comme la plupart des amas de galaxies relativement massif, Abell S1063 présente un effet de lentille gravitationnelle. Les galaxies les plus lointaines visibles grâce à cet effet de lentille, possèdent un décalage vers le rouge (redshift) compris entre 3 et 4. Des observations réalisées par le télescope spatial Hubble ont aussi révélé la présence d'un grand nombre d'étoiles dispersées au sein de l'amas, éjectées de leurs galaxies lors d'un processus de fusion galactique. Cet évènement de fusion est probablement toujours en cours.
Abell S1063 a été largement étudié par les programmes Hubble Frontier Fields et BUFFALO (Beyond Ultra-deep Frontier Fields and Legacy Observations) pour ses propriétés particulières, notamment aux rayons X.